# Louise Rutkowski
Louise Rutkowski (ur. w Glasgow) – szkocka wokalistka, najbardziej znana z udziału w projekcie muzycznym This Mortal Coil.

## Życiorys i kariera muzyczna

### Początki
W 1983 roku Louise Rutkowski utworzyła razem z siostrą Deidre i kompozytorem Rossem Campbellem zespół Sunset Gun. Zespół podpisał w roku następnym singlem kontrakt nagraniowy z wytwórnią CBS Records, która wydała jego debiutancki singel, „Be Thankful (For What You've Got)”.

### Współpraca z Ivo Watts-Russellem i innymi artystami
Później stała się rozpoznawalna jako wokalistka w projekcie 4AD, This Mortal Coil. Uczestniczyła w nagraniu dwóch albumów tego zespołu: Filigree & Shadow, wydanym 22 września 1986 roku i Blood, wydanym 22 kwietnia 1991 roku.
Po zakończeniu współpracy z This Mortal Coil wzięła udział w kolejnym projekcie Ivo Watts-Russella, The Hope Blister, zorganizowanym i działającym według podobnej, co jego poprzednik zasady. Zespół ten zadebiutował w 1998 roku albumem ...smile's ok.
W międzyczasie, w 1993 roku pod pseudonimem The Kindness of Strangers nagrała album HOPE (z Craigiem Armstrongiem jako kompozytorem, instrumentalistą, autorem tekstów i współproducentem).

### Debiut płytowy
W 2001 roku, nie związana z żadną wytwórnią, wydała własnym sumptem EP-kę Six Songs, zawierającą zestaw coverów Randy’ego Newmana, między innymi: „Real Emotional Girl” i „You Can Leave Your Hat On”. EP-ka była dostępna poprzez dział sprzedaży wysyłkowej 4AD.
W drugiej dekadzie XXI wieku nagrała dwa albumy studyjne.
Debiutancki Diary Of A Lost Girl wydała 21 lutego 2014 roku nakładem własnej wytwórni, Jock Records. Powstał on we współpracy z kompozytorem Irvinem Duguidem, który również akompaniował wokalistce na instrumentach klawiszowych. Tematem wydawnictwa był proces łączenia się z innymi, a także refleksja nad życiem i karierą z perspektywy wieku średniego. Niektóre utwory, takie jak: „Bedtime Story”, „Rhoda” i „Mimi” łączyły w sobie niepokojący, lekko gotycki styl This Mortal Coil z gładkim, soulem zespołu The Blue Nile z ostatniego okresu.
W wywiadzie dla The Scottish Sun wokalistka stwierdziła:

Na [moim] pierwszym albumie mój współtwórca Irvin Duguid i ja naprawdę znajdowaliśmy drogę do wspólnego pisania.

Drugi album, Home, wydała w 2018 roku, również za pośrednictwem Jock Records.